# Plectranthus malawiensis
Plectranthus malawiensis là một loài thực vật có hoa trong họ Hoa môi. Loài này được B.Mathew miêu tả khoa học đầu tiên năm 1976.